# Резолюция 243 на Съвета за сигурност на ООН
Резолюция 243 на Съвета за сигурност на ООН е приета единодушно на 12 декември 1967, след като съветът разглежда кандидатурата на Народна република Южен Йемен за членство в Организацията на обединените нации.
Препоръчва на Общото събрание на ООН НР Южен Йемен да бъде приета за равноправен член на организацията.